# Граф Энсли
Граф Энсли (Аннесли) из Каслуэллена в графстве Даун — титул пэра Ирландии.

## История
Титул был создан 17 августа 1789 года для Фрэнсиса Энсли, 2-го виконта Глероули (1740—1802). Раньше он представлял Даунпатрик в Ирландской палате общин. Его отец Уильям Аннесли (1710—1770) получил титулы барона Энсли из Каслуэллена в графстве Даун (20 сентября 1758) и виконта Глероули в графстве Фермана (14 ноября 1766), став пэром Ирландии. Фрэнсис Аннесли представлял Мидлтон в ирландском парламенте. Он был шестым сыном достопочтенного Фрэнсиса Энсли, четвёртого сына Фрэнсиса Энсли, 1-го виконта Валентия.
Фрэнсис Энсли, 1-й граф Энсли, имел несколько незаконнорождённых детей, но не оставил после себя законного потомства. Ему наследовал младший брат, Ричард Энсли, 2-й граф Энсли (1745—1824). Он ранее представлял семь разных округов в ирландском парламенте и служил комиссаром таможенной службы в Ирландии. Его старший сын, Уильям Ричард Энсли, 3-й граф Энсли (1772—1838), заседал в Британской палате общин от Даунпатрика (1815—1820). После его смерти титулы унаследовал его старший сын, Уильям Энсли, 4-й граф Энсли (1830—1874). Он был членом Палаты общин от Грейт-Гримсби (1852—1857) и председателем представительства ирландских пэров в Палате лордов (1857—1874).

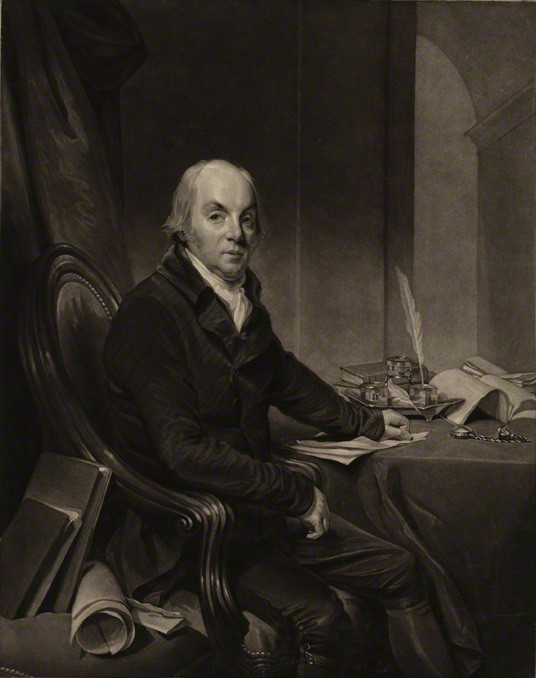
Ричард Аннесли, 2-й граф Аннесли

Он не был женат, и ему наследовал в 1874 году его младший брат, Хью Энсли, 5-й граф Энсли (1831—1908). Военный, он представлял графство Каван в Палате общин от консервативной партии (1857—1874). В 1877—1908 годах он заседал в Палате лордов Великобритании в качестве представителя ирландских пэров. Его единственный сын Фрэнсис Энсли, 6-й граф Энсли (1884—1914), погиб в начале Первой мировой войны. Титулы унаследовал его двоюродный брат, Уолтер Бересфорд Энсли, 7-й граф Энсли (1861—1934), сын достопочтенного Уильяма Октавиуса Бересфорда Энсли (1838—1875), шестого сына 3-го графа Энсли. Его сменил единственный сын Бересфорд Сесил Бингэм Энсли, 8-й граф Энсли (1894—1957), умерший бездетным. Его преемником стал дальний кузен Роберт Энсли, 9-й граф Энсли (1900—1979), сын Артура Альберта O’Донела Валентия Энсли (1867—1947) и потомок Роберта Энсли (1773—1825), второго сына 2-го графа Энсли. В 1979 году титулы унаследовал его старший сын Патрик Энсли, 10-й граф Энсли (1924—2001), который имел четырёх дочерей, но не оставил сыновей. В 2001 году его сменил следующий брат Филипп Хариссон Энсли, 11-й граф Энсли (1927—2011), второй сын 9-го графа. Он был женат, но не имел детей. В 2011 году ему наследовал младший брат Майкл Роберт Энсли (род. 1933), третий сын 9-го графа.
Родовой резиденцией является замок Каслуэллен в деревне Каслуэллен (графство Даун, Северная Ирландия).

## Виконты Глероули (1766)
- 1766—1770: Уильям Аннесли, 1-й Виконт Глероули (ок. 1710 — 2 сентября 1770), шестой сын Фрэнсиса Энсли (1663—1750), внук Фрэнсиса Энсли и правнук Фрэнсиса Энсли, 1-го виконта Валентия;
- 1770—1802: Чарльз Фрэнсис Аннесли, 2-й Виконт Глероули (27 ноября 1740 — 19 декабря 1802), старший сын предыдущего, граф Энсли с 1789 года

## Графы Энсли (1789)
- 1789—1802: Фрэнсис Аннесли, 1-й граф Аннесли (27 ноября 1740 — 19 декабря 1802), старший сын 1-го виконта Глероули;
- 1802—1824: Ричард Аннесли, 2-й граф Аннесли (14 апреля 1745 — 9 ноября 1824), младший брат предыдущего;
- 1824—1838: Уильям Ричард Аннесли, 3-й граф Аннесли (16 июля 1772 — 25 августа 1838), старший сын предыдущего;
- 1838—1874: Уильям Ричард Аннесли, 4-й граф Аннесли (21 февраля 1830 — 10 августа 1874), старший сын предыдущего;
- 1874—1908: Хью Аннесли, 5-й граф Аннесли (26 января 1831 — 15 декабря 1908), второй сын 3-го графа;
- 1908—1914: Фрэнсис Аннесли, 6-й граф Аннесли (25 февраля 1884 — 6 ноября 1914), единственный сын предыдущего;
- 1914—1934: Уолтер Бересфорд Аннесли, 7-й граф Аннесли (10 февраля 1861 — 7 июля 1934), сын Уильяма Октавиуса Бересфорда Аннесли (1838—1875) и внук Уильяма Ричарда Аннесли, 3-го графа Энсли;
- 1934—1957: Бересфорд Сесил Бингхэм Аннесли, 8-й граф Аннесли (4 апреля 1894 — 29 июня 1957), сын предыдущего;
- 1957—1979: Роберт Аннесли, 9-й граф Аннесли (20 февраля 1900 — 21 февраля 1979), сын Артура Альберта О’Донела Валентия Аннкесли (1867—1947) и потомок Роберта Аннесли (1773—1825), второго сына 2-го графа Энсли;
- 1979—2001: Патрик Аннесли, 10-й граф Аннесли (12 августа 1924 — 2 февраля 2001), старший сын предыдущего;
- 2001—2011: Филипп Харрисон Аннесли, 11-й граф Аннесли (29 марта 1927 — 11 марта 2011), второй 9-го графа;
- 2011 — настоящее время: Майкл Роберт Аннесли, 12-й граф Аннесли (род. 4 декабря 1933), третий (младший) сын 9-го графа;
  - Наследник: Майкл Стивен Аннесли, виконт Глероули (род. 26 июля 1957), старший сын предыдущего;
    - Наследник наследника: Майкл Дэвид Аннесли (род. 28 января 1984), единственный сын предыдущего.